# لواء المدفعية الميدانية 631 (الولايات المتحدة)
كان لواء المدفعية الميدانية 631 631st Field Artillery Brigade في الولايات المتحدة هي وحدة من الحرس الوطني في ولاية مسيسيبي حتى عام 2008. تم إنشاء الوحدة في الأصل عام 1917 في غرينادا، ميسيسيبي باسم HHC، المدفعية الميدانية الأولى.
تم تصنيفها اتحاديًا باسم HHB، المدفعية الميدانية 140 في فرقة المشاة 39 خلال الحرب العالمية الأولى، حيث حصلت على وسام حملة عامة دون نقش. تم تسريحها وتعطيلها بين عامي 1919- 1926 عندما أصبحت وقطار القتال، الكتيبة الأولى، المدفعية الميدانية 178 التابعة لفرقة المشاة 31. تم تصنيفها اتحاديًا مرة أخرى عام 1940 وأعيد تسميتها HHB، الكتيبة 114 للمدفعية الميدانية.
في الحرب العالمية الثانية، حصلت على وسام حملة عامة لغينيا الجديدة وجنوب الفلبين بالإضافة إلى وسام الوحدة الرئاسية الفلبينية.
خضعت الوحدة لعدد من عمليات إعادة التنظيم والتسميات حتى عام 1968، حين أصبحت تُعرف باسم HHB، المجموعة المدفعية 631. عام 1978 أصبحت تُعرف باسم HHB، اللواء 631 للمدفعية الميدانية. أُلغيَت مهمة اللواء عام 2008.